# Early (Teksas)
Early je grad u američkoj saveznoj državi Teksas. Prema popisu stanovništva iz 2010. u njemu je živjelo 2.762 stanovnika.